# Nina Vislova
Nina Vislova (ryska: Нина Геннадьевна Вислова), född den 4 oktober 1986 i Moskva, Ryssland, är en rysk badmintonspelare. Vid badmintonturneringen i dubbel under OS 2012 i London deltog hon för Ryssland tillsammans med Valeria Sorokina och tog brons.